# 永平路站
永平路站，位于中华人民共和国山东省青岛市李沧区振华路与永平路交叉口地下，是青岛地铁3号线的地铁车站。

## 沿革
- 2009年11月30日，青岛地铁一期工程正式奠基，地铁车站土建开始。
- 2015年12月16日随3号线通车试运营后开放[1]。

## 车站结构
地铁3号线经过此站时近似东西走向，沿振华路伸展。
车站为地下二层岛式站台车站，站厅层宽179.8 m、长17.4 m、面积3 128.52 m²，站台层宽9.6 m、有效长179.8 m、面积1 726.08 m²。
车站采用明挖法施工，设4个出入口、3组风亭、1个消防出入口，分别位于振华路两侧。
| 地面 |                    | A-D出入口                        |  |  |
| B1层 | 站厅               | 客服中心、自动售票机、进出站闸机 |  |  |
| B2层 |                    | 3号线 往青岛站（振華路）         |  |  |
|      | 岛式站台，左侧开门 |                                  |  |  |
|      |                    | 3号线 往青岛北站（青岛北站）     |  |  |

### 出入口
- ：永平路西侧、振华路北侧
- ：振华路北侧、永平路东侧
- ：振华路南侧、永平路东侧
- ：振华路南侧、永平路西侧
  - 图例： 设有

## 车站周边
永平路站位于振华路街道中部。向南1.5 km为海军沧口机场。附近机构有青岛第三人民医院，永清路派出所、永安路街道办事处、李沧区地税局，李沧区少年宫、永平路小学、升平路小学、振平路小学、青岛第三十一中学等。

## 换乘
永平路站除自身轨道交通性质外，还可实现与市内公交车和出租车的近距离换乘：
- 分布于周边的公交车站，包括以下路线的停靠站点：7、10、24、207、302、326、365路等。